# レヴォチャ
レヴォチャ （Levoča  発音; ドイツ語：Leutschau、ハンガリー語：Lőcse、ポーランド語：Lewocza、ラテン語：Leutsovia）は、東部スロバキア、プレショウ県の市（Mesto）。中心市街地にルネサンス様式の歴史的建造物が数多く残ることで知られ、2009年6月27日に「レヴォチャ歴史地区、スピシュスキー城及びその関連する文化財」の一部として、ユネスコの世界遺産に登録された。

## 地名
- 街区 - レヴォチスカー・ドリナ（Levočská Dolina）、レヴォチスケー・ルーキ（Levočské Lúky）、ザーヴァダ（Závada）
  - 団地 - プリ・プラメニ（Pri Prameni）、ロズヴォイ（Rozvoj）、西第一（Západ I）、西第二（Západ II）、ポド・ヴィニツォウ（Pod vinicou）、フラド（Hrad）
  - 集落 - カチェラーク（Kačelák）、レヴォチスケー・クーペレ（Levočské kúpele）、オドリツァ（Odorica）、ロームスカ・オサダ（市街地、Rómska osada v meste）、ロームスカ・オサダ（レヴォチスケー・ルーキ街区、Rómska osada - Levočské Lúky）

## 歴史
最初にレヴォチャに関する記述がされたのは1249年のものとされる文献で、当時の地名はLeuchaであった。定住地が王立の町となったのは1317年である。

## 地理
レヴォチャは標高570メートル地点にあり、面積は64.042平方キロメートルである。

## 統計
2001年度調査によると、町の人口は14,366人である。そのうち87.07％はスロバキア人、11.20％がロマ人、0.33％がチェコ人である。信仰は、79.54％がカトリック教会、9.01％が無宗教、1.61％がルーテル教会、3.87％は東方典礼カトリック教会である。

## 姉妹都市
- リトミシュル、チェコ
- スタルィ・ソンチ（英語版）、ポーランド
- カルヴァリア・ゼブジドフスカ、ポーランド
- ワンツト（英語版）、ポーランド
- ケストヘイ、ハンガリー

## 参照
1. 1 2 3  “Municipal Statistics”.   Statistical Office of the Slovak republic. 2007年12月15日閲覧。